# Avrillé-les-Ponceaux
 Avrillé-les-Ponceaux  es una población y comuna francesa, situada en la región de  Centro, departamento de Indre y Loira, en el distrito de Chinon y cantón de Lageais.

## Demografía
| 561 | 512 | 438 | 372 | 366 | 384 |
| Para los censos de 1962 a 1999 la población legal corresponde a la población sin duplicidades (Fuente: INSEE [Consultar]) |     |     |     |     |     |